# Белу-Оризонті (аеропорт)
Міжнародний аеропорт Танкредо Невіс (порт. Aeroporto Internacional Tancredo Neves) також відомий під назвою Аеропорт Конфінс (Aeroporto de Confins) (Код ІАТА: CNF) — головний аеропорт, розташований за 30 кілометрів від центру міста Белу-Оризонті, в муніципалітеті Конфінс, штату Мінас-Жерайс. Названо на честь президента Бразилії Танкредо Невіса. Нині є найбільшим та найбільш завантаженим аеропортом штату Мінас-Жерайс. Також відомий, як один з найкрасивіших та найкраще обладнаних аеропортів у Латинській Америці.
Перебував серед числа аеропортів Бразилії, що використовувались найменше, оскільки в Белу-Оризонті також є аеропорт Карлос Друммонд де Андраде, який розташовано ближче до центру міста. Однак, з 2005 року більшість рейсів аеропорту Карлос Друммонд де Андраде були передані міжнародному аеропорту Конфінс.
2009 року пропускна здатність аеропорту склала 5 617 171 пасажирів і 70 122 авіаперельотів, тим самим аеропорт Танкредо Невіс посідає 6-е місце у списку найбільш завантажених аеропортів у Бразилії з точки зору перевезення пасажирів.
З точки зору обробки вантажів його здатність становить 18000 тонн.

## Історія
Аеропорт було збудовано компанією Infraero на початку 1980-их роках та був відкритий 1984 року. Його вартість склала $1,2 мільярдів бразильських реалів. Танкредо Невіс було зведено для того, щоб зменшити накопичення пасажирів в аеропорті Карлос Друммонд де Андраде, який обслуговував понад свої можливості, тобто пропускна здатність становила 1.3 мільйонів пасажирів щороку.
Очікувалось, що до 1990 року пасажирський рух в Танкредо Невіс становитиме майже 2 мільйони пасажирів щороку. Його максимальна експлуатаційна здатність — 5 мільйонів пасажирів щороку.
У березні 2005 року уряд переніс 130 рейсів з аеропорту Пампулья до міжнародного аеропорту Танкредо Невіс, таким чином збільшивши щорічну пропускну здатність з 350 000 до близько 3 мільйонів. Це було вкрай необхідно, оскільки Карлос Друммонд де Андраде працював удвічі більше своєї максимальної потужності, натомість Танкредо Невіс був відомий як найменш ефективний та найменш використовуваний аеропорт компанії Infraero.
Бразильська авіакомпанія TAM Linhas Aéreas пропонує пасажирам міжнародні рейси до Буенос-Айресу, Маямі й Парижу (останні два з заміною літака в Ріо-де-Жанейро та Сан-Паулу).
Португальська авіакомпанія TAP Portugal пропонує безпересадкові рейси між Лісабоном і Белу-Оризонті з 11 лютого 2008 року. Частота рейсів — п'ять разів на тиждень літаком Airbus A330. Цей рейс пов'язує Белу-Оризонті з 42 європейськими місцями призначення через Лісабон. 21 серпня того ж року, авіакомпанія Copa Airlines почала здійснювати рейси до міста Панами, використовуючи Boeing 737–700 (також п'ять разів на тиждень).

## Авіалінії та напрямки

### Внутрішні рейси
| Авіалінії          | Призначення |
| ------------------ | --- |
| GOL                | Бразиліа, Кампінас, Кампу-Гранді, Куяба, Куритиба, Флоріанополіс, Форталеза, Гоянія, Ільєус, Жуан-Пессоа, Монтіс-Кларус, Порту-Алегрі, Порту-Сегуру, Ресіфі, Ріо-де-Жанейро (Ріо-де-Жанейро/Галеан і Сантос-Дюмон), Салвадор, Сан-Паулу (Конгоньяс/Сан-Паулу і Сан-Паулу/Гуарульйос), Уберландія та Віторія |
| Azul Linhas Aéreas | Кампінас, Форталеза, Порту-Алегрі, Порту-Сегуру, Ресіфі, Салвадор, Кампу-Гранді, Белен, Сан-Жозе-дус-Кампус, Куритиба, Натал, Сан-Луїс, Віторія, Навегантіс, Масейо |
| Avianca Brasil     | Бразиліа, Сан-Паулу (Конгоньяс/Сан-Паулу і Сан-Паулу/Гуарульйос), Ріо-де-Жанейро (Сантос-Дюмон) |
| TRIP               | Ріо-де-Жанейро (Сантос-Дюмон), Белен, Куритиба (з 25.10), Кампінас, Каражас, Форталеза, Флоріанополіс, Гоянія, Куяба, Манаус, Масейо, Монтіс-Кларус, Натал, Порту-Алегрі, Порту-Велью, Ресіфі, Фернанду-ді-Норонья, Ріу-Бранку, Салвадор, Сан-Луїс, Віторія                                                 |
| TAM                | Белен, Бразиліа, Кампінас, Куритиба, Форталеза, Мараба, Порту-Сегуру, Ресіфі, Ріо-де-Жанейро (Ріо-де-Жанейро/Галеан і Сантос-Дюмон), Салвадор, Сан-Паулу (Конгоньяс/Сан-Паулу і Сан-Паулу/Гуарульйос), Віторія                                                                                              |
| Webjet             | Бразиліа, Куритиба, Фос-ду-Іґуасу, Жуан-Пессоа, Форталеза, Натал, Навегантіс, Порту-Алегрі, Ресіфі, Рібейран-Прету, Ріо-де-Жанейро (Ріо-де-Жанейро/Галеан і Сантос-Дюмон), Салвадор, Сан-Паулу (Сан-Паулу/Гуарульйос), Порту-Сегуру                                                                         |

### Головні міжнародні рейси
| Авіалінії              | Призначення                   |
| ---------------------- | ----------------------------- |
| TAM                    | Буенос-Айрес, Маямі (с 01.12) |
| Gol Transportes Aéreos | Буенос-Айрес                  |
| American Airlines      | Маямі                         |
| Copa Airlines          | Панама                        |
| TAP Portugal           | Лісабон                       |

### Сезонні рейси або чартери
| Авіалінії    | Призначення                        |
| ------------ | ---------------------------------- |
| GOL          | Пунта-Кана, Сан-Карлос-де-Барілоче |
| LAN Airlines | Сантьяго-де-Чилі                   |
| TAM          | Сан-Карлос-де-Барілоче             |

## Компанії, прив'язані до аеропорту Конфінс за «кодовими діленнями» (Code Share)
| Авіалінії    | Призначення |
| ------------ | --- |
| Iberia       | Ріо-де-Жанейро (Рио-де-Жанейро/Галеан і Сантос-Дюмон), Сан-Паулу (Конгоньяс/Сан-Паулу і Сан-Паулу/Гуарульйос) (кодове ділення Gol) |
| TAP Portugal | Віторія, Сан-Паулу (Сан-Паулу/Гуарульйос), Кампінас (кодове ділення TAM)                                                           |
| LAN Airlines | Сан-Паулу (Сан-Паулу/Гуарульйос) (кодове ділення TAM)                                                                              |
| TAM          | Гоянія (кодове ділення TRIP) |

## Кількість пасажирів
| Рік  | Кількість пасажирів |
| ---- | ------------------- |
| 2003 | 364 910             |
| 2004 | 388 580             |
| 2005 | 2 893 299           |
| 2006 | 3 727 501           |
| 2007 | 4 340 129           |
| 2008 | 5 189 528           |
| 2009 | 5 617 171           |
| 2010 | 5 269 457           |